# Theresa May

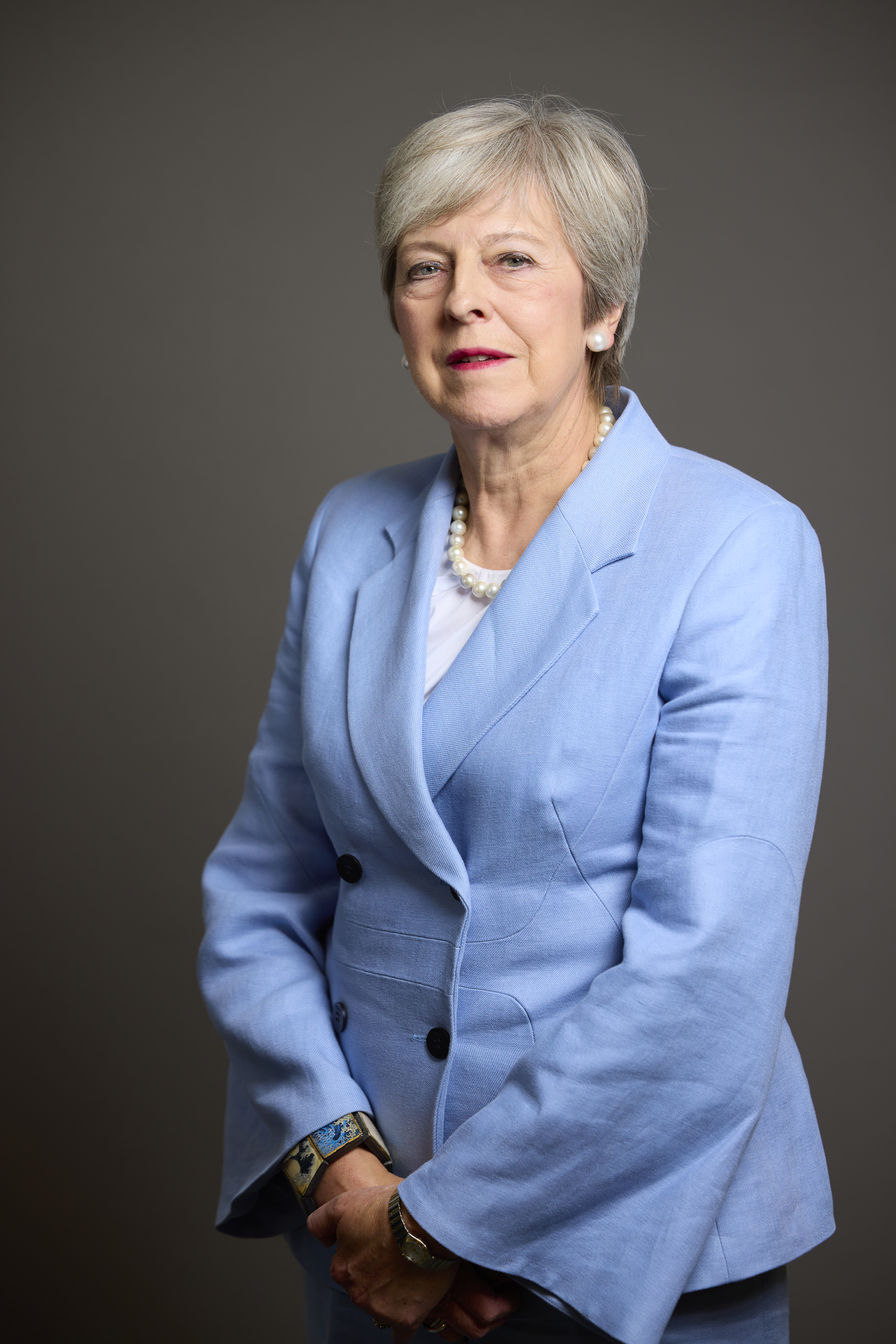
Theresa May (2024)

Theresa Mary May, Baroness May of Maidenhead  (britisches Englisch [təˈɹiːzə ˈmɛə.ɹi meɪ]; PC * 1. Oktober 1956 als Theresa Mary Brasier in Eastbourne, East Sussex, England) ist eine britische Politikerin. Sie war vom 13. Juli 2016 bis zum 24. Juli 2019 Premierministerin des Vereinigten Königreichs. In dieser Funktion bildete sie die Kabinette May I (2016 bis 2017) und May II (2017 bis 2019). Zuvor hatte sie ab Mai 2010 das Amt der Innenministerin (Home Secretary; Kabinett Cameron I, II) bekleidet. Im britischen Unterhaus vertrat sie von 1997 bis 2024 den Wahlkreis Maidenhead. Von 11. Juli 2016 bis 7. Juni 2019 war sie Parteiführerin der Conservative Party. Seit 2024 ist sie als Life Peeress Mitglied des Oberhauses.

## Leben
Theresa May ist das einzige Kind von Hubert Brasier, Pfarrer der Church of England in Wheatley nahe Oxford, und Zaidee Mary (geborene Barnes). Ihr Vater starb 1981 an den Folgen eines Autounfalls und ihre Mutter 1982 an Multipler Sklerose.
Nach ihrer Schulzeit studierte May am St Hugh’s College in Oxford. 1977 erlangte sie den Bachelor in Geographie. Nach ihrem Studium arbeitete sie bis 1983 bei der Bank of England. Danach war sie als finanzielle Beraterin für die Association for Payment Clearing Services (UKPA) tätig.

## Politik

### Abgeordnete
Bei der Britischen Unterhauswahl 1992 unterlag sie im Wahlkreis North West Durham der Labour-Kandidatin Hilary Armstrong. Bei der Unterhauswahl 1997 gelang ihr hingegen der Sieg im Wahlkreis Maidenhead und sie wurde Abgeordnete im House of Commons. Anschließend wurde sie 2001, 2005, 2010, 2015, 2017 und 2019 wiedergewählt.
In den konservativen Schattenkabinetten während der Zeit der Labour-Regierungen 1997–2010 war sie Schattenministerin in verschiedenen Ressorts: von 1999 bis 2001 Erziehung und Beschäftigung; von 2001 bis 2002 Transport, lokale Selbstverwaltung und die Regionen; 2004–2005 Familienangelegenheiten, 2005 Kultur, Medien und Sport sowie 2005–2009 Leader of the House of Commons (im Schattenkabinett).

### Partei-Generalsekretärin
Von 2002 bis 2003 war sie Parteivorsitzende der Konservativen Partei, was im deutschen Parteiensystem ungefähr dem Posten eines Generalsekretärs entspricht. Auf dem Parteitag der Konservativen in Bournemouth hielt sie in dieser Funktion am 7. Oktober 2002 eine vielbeachtete Rede, in der sie sich vor dem Hintergrund der schweren Niederlagen bei der Unterhauswahl 1997 und 2001 auch kritisch mit dem Zustand der eigenen Partei auseinandersetzte. In dieser Rede kritisierte sie die britischen Politiker im Allgemeinen, die in der Vergangenheit „zu viel versprochen und zu wenig gehalten“ hätten. Die gesellschaftliche Basis der Konservativen sei zu schmal. In einigen Bevölkerungsschichten gelte die Konservative Partei als „the nasty party“ (ungefähr: die „gemeine“ oder „hässliche“ Partei). Dieses Urteil sei natürlich ungerecht, aber die Partei müsse sich verändern und bestimmte Verhaltensmuster aufgeben. Es dürfe kein „aalglattes Moralisieren mit heuchlerisch erhobenem Zeigefinger“ mehr geben („No more glib moralising, no more hypocritical finger-wagging.“) Die Partei müsse wieder ganz Britannien repräsentieren und nicht nur einen „mythischen Ort namens Mittel-England“.
Die Rede brachte ihr aufgrund der ungeschönt vorgetragenen Selbstkritik einerseits viel Respekt, andererseits auch viel Missmut ein. Viele Delegierte reagierten mit eisigem Schweigen. Kritiker meinten, dass May sich damit zu sehr einer falsch verstandenen political correctness angepasst habe. Der Begriff nasty party ging danach als geflügeltes Wort in den politischen Sprachgebrauch ein und wurde in den folgenden Jahren vielfach und immer wieder in unterschiedlichem Kontext zitiert.

### Innenministerin

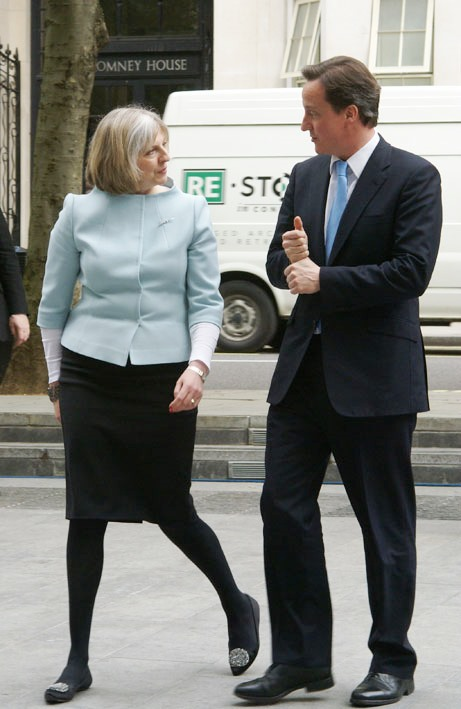
Theresa May als neue Innenministerin mit Premierminister Cameron kurz nach dem Amtsantritt der neuen konservativ-liberaldemokratischen Regierung im Jahr 2010

Nach dem Wahlsieg der Konservativen bei der Unterhauswahl 2010 und erneut 2015 war sie Innenministerin (Home Secretary) in den Kabinetten Cameron I und Cameron II. May avancierte damit zur vierten Frau, die eines der vier sogenannten „Great Offices of State“ innehielt.
Ihre ersten Amtshandlungen als Innenministerin waren die Aufhebung mehrerer Maßnahmen der vorangegangenen Labour-Regierungen; so wurde im Identity Documents Act 2010 die Abschaffung der 2006 eingeführten Personalausweise und der zugehörigen Datenbestände beschlossen.
In einer Stellungnahme am 24. Mai 2012 sprach sie sich für die Zulassung der gleichgeschlechtlichen Ehe aus und war damals der ranghöchste Politiker im Vereinigten Königreich, der diese Forderung unterstützte. Im Jahr 2013 ließ sie fahrbare Plakatwände anmieten, auf denen in London und Glasgow illegale Einwanderer unter Androhung von Verhaftung zum Verlassen des Landes aufgefordert wurden.
Weiterhin unterstützte May als Innenministerin das Prevent-Programm zur Terrorismusbekämpfung. Der von ihr Ende 2014 dem Parlament vorgelegte Counter-Terrorism and Security Act weitete die Befugnisse der Regierung zur Beschlagnahme von Pässen und zur Ausweisung von Terrorismusverdächtigen erheblich aus. May erweiterte die Kompetenzen der Polizei hinsichtlich des Vorgehens gegen maskierte gewalttätige Demonstranten. Auf der anderen Seite kritisierte sie in einer Rede vor Polizeifunktionären am 21. Mai 2014 in deutlichen Worten Versäumnisse auf Seiten der Polizei, zählte dabei eine Reihe von schockierenden Fehlern der Polizei aus der Vergangenheit auf (darunter die Hillsborough-Katastrophe) und forderte die Polizei zum Umdenken und Änderung einiger ihrer Verhaltensweisen auf. Teile der Bevölkerung hätten das Vertrauen in die Ordnungskräfte verloren. Die Rede gipfelte in der ausgesprochenen Aufforderung: „Change yourselves or we will change you!“ („Ändern Sie sich oder wir werden Sie ändern!“).
In einem Interview mit der BBC am 24. März 2015 nannte Premierminister David Cameron sie als eine mögliche Kandidatin zur Nachfolge im Amt des Premiers (neben George Osborne und Boris Johnson).
In der Frage des EU-Austritts des Vereinigten Königreichs bezog Theresa May nur zögerlich Stellung und engagierte sich wenig im Abstimmungskampf vor dem EU-Austrittsreferendum. Letztlich sprach sie sich bei der Abstimmung am 23. Juni 2016 für einen Verbleib des Vereinigten Königreichs in der EU aus. Als sie mehr als ein Jahr nach dem Referendum – mittlerweile als Premierministerin hauptverantwortlich für die EU-Austritts-Verhandlungen – in einem öffentlichen Interview gefragt wurde, ob sie bei einem erneuten „Brexit“-Referendum wieder so abstimmen würde, vermied sie eine eindeutige Antwort.

### Premierministerin
Nachdem David Cameron aufgrund der Entscheidung der britischen Wähler für den Austritt des Vereinigten Königreiches aus der Europäischen Union seinen Rücktritt für September 2016 angekündigt hatte, erklärte sie am 30. Juni 2016 ihre Kandidatur für dessen Nachfolge als Parteiführerin der Konservativen Partei. Ihre Konkurrenten waren Arbeits- und Rentenminister Stephen Crabb, Justizminister Michael Gove, Energiestaatssekretärin Andrea Leadsom sowie der frühere Verteidigungsminister Liam Fox.
In der ersten Wahlrunde am 5. Juli 2016, in der 329 von 330 (alle außer David Cameron) konservativen Unterhausabgeordneten abstimmten, erhielt Theresa May 165 Stimmen (50 %). An zweiter Stelle folgte Andrea Leadsom mit 66 Stimmen, gefolgt von Michael Gove (48), Stephen Crabb (34) und Liam Fox (16). Der letztplatzierte Liam Fox wurde danach von der Kandidatenliste gestrichen, Crabb zog anschließend seine Bewerbung zurück. In einer zweiten Abstimmungsrunde am 7. Juli schied Gove aus. Für Anfang September 2016 war eine Urwahl der Parteimitglieder zur Entscheidung zwischen den verbliebenen Kandidatinnen May und Leadsom vorgesehen. Leadsom gab aber schon am Montag, dem 11. Juli, auf, nachdem sie wegen einer als unfair bewerteten Aussage über May in die Kritik geraten war. Damit war May die einzige verbliebene Kandidatin. Am Mittwoch, dem 13. Juli 2016, trat sie die Nachfolge von Cameron als Premierministerin an. Sie wurde damit nach Margaret Thatcher die zweite Premierministerin des Vereinigten Königreiches.

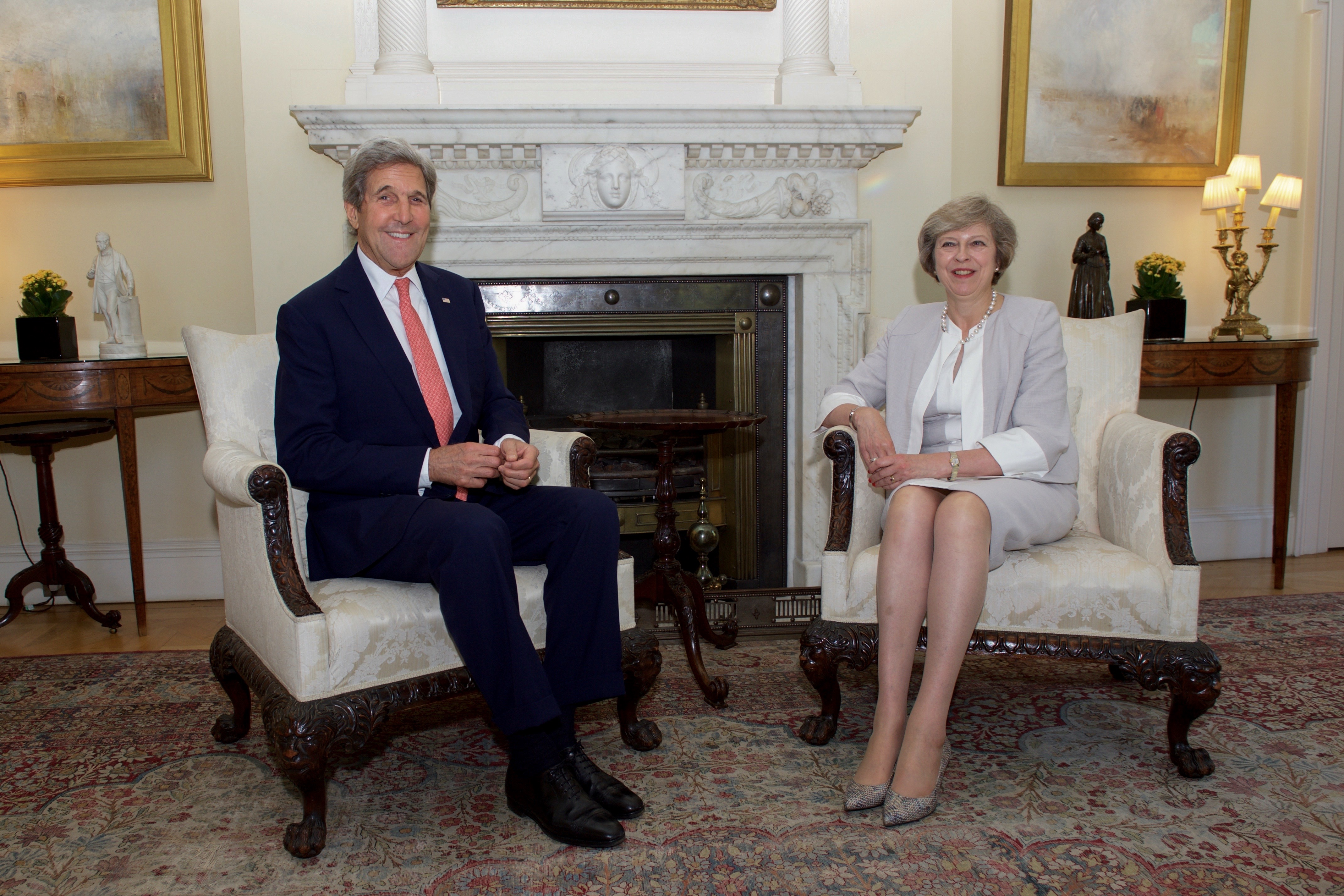
Theresa May trifft den damaligen amerikanischen Außenminister John Kerry im Juli 2016 in London.

Im Oktober 2016 kündigte May auf einer Konferenz ihrer Partei in Birmingham an, den Antrag für den Brexit nach Artikel 50 des EU-Vertrages Ende März 2017 zu stellen. Kritiker warfen May in den folgenden Monaten vor, dass sie alleine ihre Vorstellungen von einem „Brexit“ gelten ließe. Andere Auffassungen hierzu blieben unberücksichtigt.
Am 17. Januar 2017 kündigte sie in einer Rede vor Botschaftern in London an, dass Großbritannien den Gemeinsamen Markt und die Zollunion verlassen werde. Wenn es nicht zu einer Einigung bei den Verhandlungen komme, werde dies ohne Vertrag mit der EU geschehen. Sie warnte die EU vor einer „Bestrafung“ Großbritanniens und kündigte an, dem Parlament das Verhandlungsergebnis zur Abstimmung vorzulegen. In einer Rede am 26. Januar 2017 vor republikanischen Kongressabgeordneten in Philadelphia (USA) erklärte sie die britische Einmischungspolitik (Interventionismus) in souveräne Staaten (u. a. Irak, Libyen, Ägypten, Jemen, Ukraine), um sie nach ihren Idealen zu formen, für beendet. Sie schloss sich damit dem Kurswechsel in der US-Außenpolitik nach der Wahl Donald Trumps zum US-Präsidenten im November 2016 an. Tony Blair hatte 1999 die verstärkte britische Interventionspolitik nach dem Kalten Krieg begonnen.
Im April 2017 kündigte May überraschend eine vorgezogene Neuwahl zum britischen Unterhaus an. Bei dieser Wahl verloren die Tories die absolute Mehrheit der Unterhaussitze, trotz landesweiten Zugewinnen von rund 5,5 %. Sie blieben aber stärkste Partei. May wurde von Königin Elisabeth II. am Tag nach der Wahl beauftragt, eine Regierung zu bilden. Ihre Regierung war danach auf die parlamentarische Unterstützung der nordirischen Democratic Unionist Party (DUP) angewiesen.
Die ernsthafteste Krise ihrer Amtszeit als Premierministerin bahnte sich an, als May im Dezember 2018 ankündigte, das Unterhaus über den von ihrer Regierung ausgehandelten Vertragsentwurf zum EU-Austritt des Vereinigten Königreichs abstimmen zu lassen. Praktisch alle im Unterhaus vertretenen Parteien außer den Konservativen kündigten die Ablehnung des Vertragsentwurfs an und auch innerhalb der Konservativen Partei meldeten sich viele Kritiker zu Wort. Die Premierministerin verschob daraufhin in buchstäblich letzter Minute die Abstimmung. Kurz danach überstand sie am 12. Dezember 2018 eine fraktionsinterne Abstimmung (Misstrauensvotum), bei der es um ihre Abwahl als Parteiführerin und Premierministerin ging, mit 200 (63 %) zu 117 (37 %) der Abgeordnetenstimmen. Bei der Unterhausabstimmung am 15. Januar 2019 stimmten 202 Abgeordnete für und 432 gegen das von ihrer Regierung ausgehandelte Austrittsabkommen. Mehr als ein Drittel der Abgeordneten ihrer eigenen Partei stimmte dagegen. Jeremy Corbyn beantragte darauf ein Misstrauensvotum, über das am 16. Januar 2019 abgestimmt wurde. Dieses Misstrauensvotum überstand Theresa May mit 325 zu 306 Stimmen.
Im Mai 2019 forcierte das 1922-Komitee den vorzeitigen Rückzug Mays, die zustimmen musste, mit Sir Graham Brady, dem Vorsitzenden des 1922-Komitees, und dem Chairman Brandon Lewis einen konkreten Zeitplan für ihren geordneten Rückzug bis Ende Juni/Anfang Juli 2019 auszuarbeiten.
Im Mai 2019 besiegelte May dann nach Einschätzung von Beobachtern ihr politisches Schicksal, als sie im Gegensatz dazu eine erneute Abstimmung zum EU-Austrittsabkommen im Unterhaus plante und im Gegensatz zu vorherigen Abstimmungen ein Detail hinzufügte, nach dem eine künftige Abstimmung über ein EU-Austrittsabkommen zwingend an eine sogenannte „Final Say“-Abstimmung gekoppelt sein sollte – was faktisch eine Abstimmung über eine neue Volksabstimmung gewesen wäre. Daraufhin protestierten zahlreiche Abgeordnete ihrer Partei. Andrea Leadsom, Leader of the House of Commons, trat zurück, Außenminister Jeremy Hunt verweigerte May am 23. Mai die Gefolgschaft und forderte sie auf, die Abstimmung zu streichen. Das 1922-Komitee verlangte am Folgetag den vorzeitigen Rückzug Mays oder drohte ihr ultimativ mit einem Misstrauensantrag, sollte sie ablehnen.

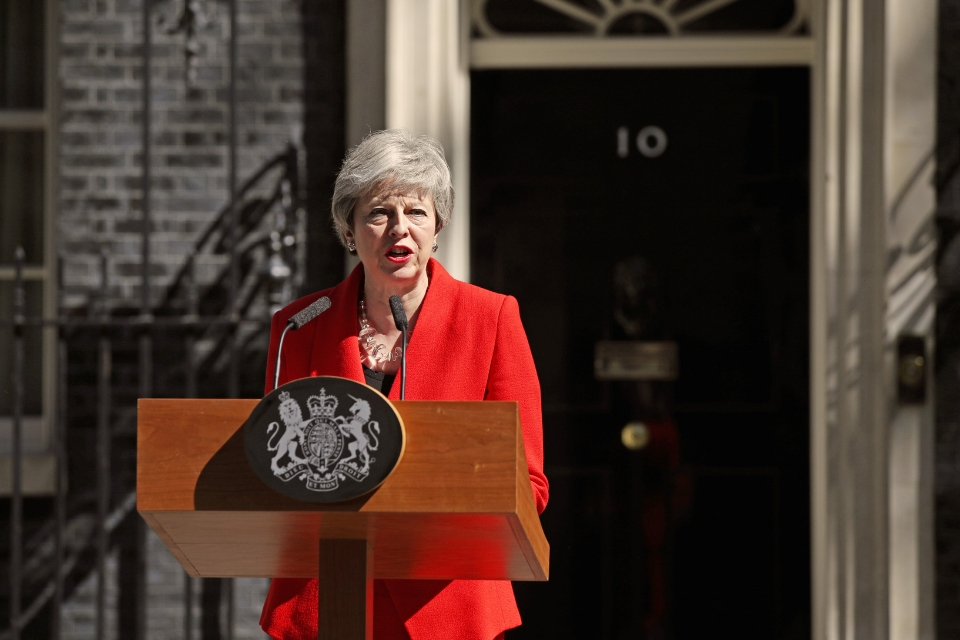
Theresa May kündigte ihren Rücktritt im Mai 2019 an.

Am 24. Mai 2019 kündigte May deshalb ihren Rücktritt als Führerin der Konservativen Partei zum 7. Juni 2019 an. Als Premierministerin trat sie am 24. Juli zurück, nachdem Boris Johnson am Tag zuvor zum Parteiführer gewählt worden war und sie somit die Amtsgeschäfte geregelt übergeben konnte.

### Bewertung von Mays Amtszeit als Premierministerin
Mays Zeit als Premierministerin und Führerin der Konservativen Partei galt bereits vor ihrem Rücktritt als glücklos. Alistair Lexden, offizieller Parteihistoriker der Konservativen Partei, beschrieb sie in einem Artikel im Februar 2019 als desaströs und nannte May die „schlechteste Führerin der Tories“ überhaupt. Vorgeworfen wurde ihr zudem ihre Unflexibilität sowie die unnötige vorgezogene Unterhauswahl 2017, die die Tories ihre Mehrheit kostete und zu einem hung parliament führte. Der Historiker Andrew Roberts urteilte, Theresa May werde einen Platz als eine der am wenigsten erfolgreichen Premierminister in der Geschichte Großbritanniens einnehmen.
Angesichts einer in Bezug auf das „Brexit“-Thema innerlich gespaltenen Konservativen Partei, einer fehlenden Mehrheit im Unterhaus und einer zutiefst polarisierten britischen Gesellschaft habe Theresa May vor nahezu unlösbaren Aufgaben gestanden – so der Tenor vieler politischer Kommentare. In einem Kommentar im Spectator hieß es, dass May lediglich die letzte in einer Reihe von konservativen Parteiführern sei, die über die parteiinternen Differenzen in der Europa-Frage gestürzt seien. Ihr Scheitern beim Versuch, den Brexit zu bewerkstelligen, würde letztlich die Erinnerung an ihre Amtszeit als Premierministerin bestimmen.
Ähnlich lautete ein Kommentar in der Frankfurter Allgemeinen Zeitung: zu Beginn ihrer Amtszeit noch mit Margaret Thatcher verglichen, dürfte May letztlich als eine respektierte, jedoch erfolglose Premierministerin in die Geschichte eingehen.
Peter Mandelson, der als „Architekt von New Labour“ und als einer der einflussreichsten Politiker der Labour Party gilt, erklärte im Jahr 2024, dass es ein Fehler gewesen sei, dass sich Labour im Jahr 2018 „nicht entschlossen hinter das von der damaligen Premierministerin Theresa May ausgehandelte vorläufige Abkommen mit der EU gestellt.“ hat. Mays Deal sei „besser als der jetzige“ gewesen und wäre „am Ende natürlich dauerhaft gewesen“.

### Als Hinterbänklerin
Nach ihrem Rücktritt zog sich May als einfache Abgeordnete auf die Hinterbänke des Unterhauses zurück. Von dort kritisierte sie wiederholt die Regierung ihres Nachfolgers Johnson.
Anlässlich der Dissolution Honours 2019 nach den Unterhauswahlen wurde ihr Ehemann zum Knight Bachelor geschlagen. Seither führte sie den Höflichkeitstitel Lady May.
Zur britischen Unterhauswahl 2024 trat May nicht mehr an und schied aus dem Unterhaus aus.
Am 21. August 2024 wurde sie als Baroness May of Maidenhead, of Sonning in the Royal County of Berkshire, zur Life Peeress erhoben und ist dadurch seither Mitglied des britischen Oberhauses.

## Privatleben
Theresa May heiratete 1980 den Bankmanager Philip John May (* 1957), den sie während der Studienzeit in Oxford kennengelernt hatte. Die Ehe ist kinderlos. Andrea Leadsom, Mays Gegenkandidatin für die Parteiführung, spielte darauf an, als sie sich als Mutter als die geeignetere Kandidatin darzustellen suchte – wofür sie sich später entschuldigte.
May ist Mitglied der Church of England und regelmäßige Gottesdienstbesucherin. Sie bezeichnete ihren christlichen Glauben als wesentlichen Bestandteil ihrer Grundüberzeugungen.
Im November 2012 wurde bei May Diabetes mellitus Typ 1 diagnostiziert.
Im Laufe ihrer Amtszeit als Tory-Parteichefin und Premierministerin hatte sie immer wieder Probleme mit ihrer Stimme. May hat eine Stimme, die immer wieder kratzig und heiser klingt (Dysphonie).

## Werke
- The Abuse of Power: Confronting Injustice in Public Life. Headline, London 2023, ISBN 978-1-03-540988-4 (englisch).